# Episiphon longum
Episiphon longum är en blötdjursart som först beskrevs av Sharp och Henry Augustus Pilsbry 1897.  Episiphon longum ingår i släktet Episiphon och familjen Gadilinidae. Inga underarter finns listade i Catalogue of Life.